# Parapalicus elaniticus
Parapalicus elaniticus is een krabbensoort uit de familie van de Palicidae. De wetenschappelijke naam van de soort is voor het eerst geldig gepubliceerd in 1977 door Holthuis.